# Microcephale
"Microcephale" (gr. “cabeza minúscula”) es el nombre informal dado a un género de un posible dinosaurio marginocéfalo paquicefalosauriano que vivió a finales del  período Cretácico, hace aproximadamente 75  millones de años en el Campaniense. Encontrado en la Formación Dinosaur Park de Alberta, Canadá. Aparece por primera vez en una lista de paquicefalosaurianos de Paul Sereno en 1997. Basado en 2 pequeños domos de 5 centímetros de diámetro.